# Horned Frogs de TCU
Les Horned Frogs de TCU (en anglais : TCU Horned Frogs) sont un club omnisports universitaire qui se réfère aux 19 équipes sportives (11 féminines et 8 masculines) de l'université chrétienne du Texas (Texas Christian University) et qui participent aux compétitions universitaires organisées par la National Collegiate Athletic Association (NCAA).
TCU fait partie de la Big 12 Conference depuis 2012 (à l'exception des programmes de tir sportif et de beach-volley), après avoir été membre de la Southwest Conference  de la Western Athletic Conference, de la Conference USA et de la Mountain West Conference.
Le surnom « horned frog » fait référence au phrynosoma cornutum (lézard à cornes du Texas familièrement appelé horned frog).
Le campus universitaire et les installations sportives sont situées à Fort Worth au Texas.
La plus fameuse équipe des Horned Frogs est celle de football américain qui a remporté deux titres nationaux (1935 et 1938) et avec qui Davey O'Brien a remporté le trophée Heisman en 1938. L'équipe évolue au Amon G. Carter Stadium, enceinte de 47 000 places inaugurée le 11 octobre 1930.
La présente page développe principalement le football américain au sein de l'université.

## Sports représentés
Le programme de tir sportif est membre de la Patriot Rifle Conference (en) et celui de beach-volley de la Conference USA. Après la saison du printemps 2024, l’équipe de beach-volley rejoindra la Big 12, qui lancera une ligue de beach-volley en 2025.
| Hommes (8)                                  | Femmes (11)       |
| ------------------------------------------- | ----------------- |
| Athlétisme †                                | Athlétisme †      |
| Baseball                                    | Basket-ball       |
| Basket-ball                                 | Beach-volley      |
| Cross country                               | Cross country     |
| -                                           | Équitation        |
| Football américain                          | Football (soccer) |
| Golf                                        | Golf              |
| Natation/Plongeon                           | Natation/Plongeon |
| Tennis                                      | Tennis            |
| -                                           | Tir               |
| -                                           | Volley-ball       |
| † – Athlétisme en salle et/ou en plein air. |                   |

## Football américain

### Descriptif en début de saison 2024
- Couleurs :  , mauve et blanc (noir en alternatif)

- Dirigeants :
  - Directeur sportif : Jeremiah Donati
  - Entraîneur principal : Sonny Dykes (en), 3e saison, bilan : 18-9 (66,7 %)

- Stade
  - Nom : Amon G. Carter Stadium
  - Capacité : 47 000
  - Surface de jeu : pelouse naturelle
  - Lieu : Fort Worth, Texas

- Conférence :
  - Actuelle : Big 12 Conference (depuis 2012)
  - Ancienne : 
    - Mountain West Conference (2005–2011)
    - Conference USA (2001–2004)
    - Western Athletic Conference (1996–2000)
    - SouthWest Conference (1923–1995)
    - Texas Intercollegiate Athletic Association (en) (1914–1920)
    - Indépendants (1896–1913, 1921–1922)

- Internet :
  - Nom site Web : Gofrogs.com
  - URL : https://gofrogs.com/sports/football

- Bilan des matchs :
  - Victoires : 685 (54,2 %)
  - Défaites : 574
  - Nuls : 57

- Bilan des Bowls :
  - Victoires : 17 (51,5 %)
  - Défaites : 16
  - Nuls : 1

- College Football Playoff : 
  - Apparition(s) : 1 (saison 2022)
  - Bilan matchs : 1-1
  - Finale(s) jouée(s) : 1 (saison 2022)
  - Finale(s) gagnée(s) : 0

- Titres :
  - Titres nationaux : 2 (1935, 1938)
  - Titres de conférence : 18 (1920, 1929, 1932, 1938, 1944, 1951, 1955, 1958, 1959, 1994, 1999, 2000, 2002, 2005, 2009, 2010, 2011, 2014)

- Joueurs :
  - Vainqueurs du Trophée Heisman : 1, Davey O'Brien (1938)
  - Sélectionnés All-American : 17

- Hymne : TCU March
- Mascotte : Super Frog (en)
- Fanfare : TCU Horned Frog Marching Band (en)

- Rivalités :
  - Baylor
  - SMU
  - Texas
  - Texas A&M
  - Texas Tech

### Palmarès
- Titres nationaux :

TCU a remporté trois titres nationaux dont un que l'université n'a pas réclamé,,. En 1935, TCU a été classé no 1 pratiquement toute la saison avant de perdre un match de saison régulière contre les Mustangs de SMU classés no 2, match surnommé « Game of the Century ». SMU perd ensuite le Rose Bowl disputé contre le Cardinal de Stanford, tanbdis que TCU remporte le Sugar Bowl joué contre les Tigers de LSU. Même si l'Associated Press n'a pas délivré de titre de champion avant 1936, le titre de champion 1938 est décerné à TCU et à LSU par une agence de cotation créée par Paul O. Williamson. Lors de la saison 1938, l'équipe de TCU est invaincue et est désigné championne par l'Associated Press. En 2010, l'équipe est classée première dans le Congrove Computer Rankings (en) mais TCU n'a pas réclamé ce titre
| Saison | Entraîneur  | Agences de cotation                                                                     | Bilan | Bowl       | Adversaire    | Résultat | # AP  |
| ------ | ----------- | --------------------------------------------------------------------------------------- | ----- | ---------- | ------------- | -------- | ----- |
| 1935   | Dutch Meyer | Williamson System                                                                       | 12–1  | Sugar Bowl | LSU           | G, 3–2   | -     |
| 1938   | Dutch Meyer | AP Poll, Helms Athletic Foundation, National Championship Foundation, Williamson System | 11–0  | Sugar Bowl | Carnegie Tech | G, 15–7  | No. 1 |
- Champions de conférence :

TCU a remporté dix-huit titres de conférence dont six partagés (†)
| Saison | Conférence                  | Entraîneur        | Bilan global | Bilan de conférence |
| ------ | --------------------------- | ----------------- | ------------ | ------------------- |
| 1920   | TIAA                        | W. L. Driver      | 9–1          | 3–0                 |
| 1929   | Southwest Conference        | Francis Schmidt   | 9–0–1        | 4–0–1               |
| 1932   | Southwest Conference        | Francis Schmidt   | 10–0–1       | 6–0                 |
| 1938   | Southwest Conference        | Dutch Meyer       | 11–0         | 6–0                 |
| 1944   | Southwest Conference        | Dutch Meyer       | 7–3–1        | 3–1–1               |
| 1951   | Southwest Conference        | Dutch Meyer       | 6–5          | 5–1                 |
| 1955   | Southwest Conference        | Abe Martin        | 9–2          | 5–1                 |
| 1958   | Southwest Conference        | Abe Martin        | 8–2–1        | 5–1                 |
| 1959†  | Southwest Conference        | Abe Martin        | 8–3          | 5–1                 |
| 1994†  | Southwest Conference        | Pat Sullivan      | 7–5          | 4–3                 |
| 1999†  | Western Athletic Conference | Dennis Franchione | 8–4          | 5–2                 |
| 2000†  | Western Athletic Conference | Dennis Franchione | 10–2         | 7–1                 |
| 2002†  | Conference USA              | Gary Patterson    | 11–2         | 6–2                 |
| 2005   | Mountain West Conference    | Gary Patterson    | 11–1         | 8–0                 |
| 2009   | Mountain West Conference    | Gary Patterson    | 12–1         | 8–0                 |
| 2010   | Mountain West Conference    | Gary Patterson    | 13–0         | 8–0                 |
| 2011   | Mountain West Conference    | Gary Patterson    | 11–2         | 7–0                 |
| 2014†  | Big 12 Conference           | Gary Patterson    | 12–1         | 8–1                 |

### Bowls
TCU a participé à 36 bowls universitaire, en a remporté 18 pour 17 défaites et 1 nul.
| Saison | Entraîneur        | Bowl                      | Adversaire                                           | Résultat | Résultat |
| ------ | ----------------- | ------------------------- | ---------------------------------------------------- | -------- | -------- |
| 1920   | William L. Driver | Fort Worth Classic        | Centre College                                       | P        | 07–63    |
| 1935   | Dutch Meyer       | Sugar Bowl                | LSU                                                  | G        | 03–02    |
| 1936   | Dutch Meyer       | Cotton Bowl Classic       | Marquette                                            | G        | 16–06    |
| 1938   | Dutch Meyer       | Sugar Bowl                | Carnegie Tech                                        | G        | 15–07    |
| 1941   | Dutch Meyer       | Orange Bowl               | Georgia                                              | P        | 26–40    |
| 1944   | Dutch Meyer       | Cotton Bowl Classic       | Oklahoma A&M                                         | P        | 00–34    |
| 1947   | Dutch Meyer       | Delta Bowl                | Ole Miss                                             | P        | 09–13    |
| 1951   | Dutch Meyer       | Cotton Bowl Classic       | Kentucky                                             | P        | 07–20    |
| 1955   | Abe Martin        | Cotton Bowl Classic       | Ole Miss                                             | P        | 13–14    |
| 1956   | Abe Martin        | Cotton Bowl Classic       | Syracuse                                             | G        | 28–27    |
| 1958   | Abe Martin        | Cotton Bowl Classic       | Air Force                                            | Nul      | 00–0     |
| 1959   | Abe Martin        | Bluebonnet Bowl           | Clemson                                              | P        | 07–23    |
| 1965   | Abe Martin        | Sun Bowl                  | Texas Western                                        | P        | 12–13    |
| 1984   | Jim Wacker        | Bluebonnet Bowl           | West Virginia                                        | P        | 14–31    |
| 1994   | Pat Sullivan      | Independence Bowl         | Virginia                                             | P        | 10–20    |
| 1998   | Dennis Franchione | Sun Bowl                  | USC                                                  | G        | 28–19    |
| 1999   | Dennis Franchione | Mobile Alabama Bowl       | East Carolina                                        | G        | 28–14    |
| 2000   | Gary Patterson    | Mobile Alabama Bowl       | Southern Miss                                        | P        | 21–28    |
| 2001   | Gary Patterson    | Galleryfurniture.com Bowl | Texas A&M                                            | P        | 09–28    |
| 2002   | Gary Patterson    | Liberty Bowl              | Colorado State                                       | G        | 17–03    |
| 2003   | Gary Patterson    | Fort Worth Bowl           | Boise State                                          | P        | 31–34    |
| 2005   | Gary Patterson    | Houston Bowl              | Iowa State                                           | G        | 27–24    |
| 2006   | Gary Patterson    | Poinsettia Bowl           | NIU                                                  | G        | 37–07    |
| 2007   | Gary Patterson    | Texas Bowl                | Houston                                              | G        | 20–13    |
| 2008   | Gary Patterson    | Poinsettia Bowl           | Boise State                                          | G        | 17–16    |
| 2009   | Gary Patterson    | Fiesta Bowl               | Boise State                                          | P        | 10–17    |
| 2010   | Gary Patterson    | Rose Bowl                 | Wisconsin                                            | G        | 21–19    |
| 2011   | Gary Patterson    | Poinsettia Bowl           | Louisiana Tech                                       | G        | 31–24    |
| 2012   | Gary Patterson    | Buffalo Wild Wings Bowl   | Michigan State                                       | P        | 16–17    |
| 2014   | Gary Patterson    | Peach Bowl                | Ole Miss                                             | G        | 42–03    |
| 2015   | Gary Patterson    | Alamo Bowl                | Oregon                                               | G        | 47–41    |
| 2016   | Gary Patterson    | Liberty Bowl              | Georgia                                              | P        | 23–31    |
| 2017   | Gary Patterson    | Alamo Bowl                | Stanford                                             | G        | 39–37    |
| 2018   | Gary Patterson    | Cheez-It Bowl             | California                                           | G        | 10(ET)7  |
| 2022   | Sonny Dykes       | Michigan                  | Fiesta Bowl 2022 (½ finale CFP)                      | G        | 51-45    |
| 2022   | Sonny Dykes       | Georgia                   | College Football Championship Game 2023 (Finale CFP) | P        | 07-65    |

### Entraîneurs
| Saison(s) | Entraîneur        | Bilan (G-P-N) | %    |
| --------- | ----------------- | ------------- | ---- |
| 1897      | Joe J. Field      | 3–1           | 75,0 |
| 1898      | James Morrison    | 1–3–1         | 30,0 |
| 1902      | H. E. Hildebrand  | 0–5–1         | 8,3  |
| 1904      | C. E. Cronk       | 1–4–1         | 25,0 |
| 1905–1907 | Emory J. Hyde     | 10–11–2       | 47,8 |
| 1908–1909 | Jesse R. Langley  | 11–5–1        | 67,6 |
| 1910      | Kemp Lewis        | 2–6–1         | 27,8 |
| 1911      | Henry W. Lever    | 4–5           | 44,4 |
| 1912      | Willis T. Stewart | 8–1           | 88,9 |
| 1913      | Fred Cahoon       | 5–2–1         | 68,8 |
| 1914      | Stanley A. Boles  | 4–4–2         | 50,0 |
| 1915      | Ewing Y. Freeland | 4–5           | 44,4 |
| 1916–1917 | Milton Daniel     | 14–4–1        | 76,3 |
| 1918      | Ernest M. Tipton  | 4–4           | 50,0 |
| 1919      | Ted D. Hackney    | 1–7           | 12,5 |
| 1920–1921 | William L. Driver | 15–4–1        | 77,5 |
| 1922      | John McKnight     | 2–5–3         | 35,0 |
| 1923–1928 | Matty Bell        | 33–17–5       | 64,5 |
| 1929–1933 | Francis Schmidt   | 46–6–5        | 84,8 |
| 1934–1952 | Dutch Meyer       | 109–79–13     | 57,5 |
| 1953–1966 | Abe Martin        | 74–64–7       | 53,4 |
| 1967–1970 | Fred Taylor       | 15–25–1       | 37,8 |
| 1971      | Jim Pittman       | 3–3–1         | 50,0 |
| 1971–1973 | Billy Tohill      | 11–15         | 42,3 |
| 1974–1976 | Jim Shofner       | 2–31          | 6,1  |
| 1977–1982 | F. A. Dry         | 12–51–3       | 20,5 |
| 1983–1991 | Jim Wacker        | 40–58–2       | 41,0 |
| 1992–1997 | Pat Sullivan      | 24–42–1       | 36,6 |
| 1998–2000 | Dennis Franchione | 25–10         | 71,4 |
| 2000–2021 | Gary Patterson    | 181-79        | 69,6 |
| 2022-...  | Sonny Dykes       | 18-9          | 86,7 |

### Récompenses individuelles

#### Joueurs
| - Trophée Heisman : - Vainqueur : Davey O'Brien, 1938 - Finalistes : - Sammy Baugh, 4e en 1936 - Jim Swink (en), 2e en 1955 - Kenneth Davis (en), 5e en 1984 - LaDainian Tomlinson, 4e en 2000 - Trevone Boykin, 4e en 2014 - Max Duggan (en), 2e en 2022 - Maxwell Award : Davey O'Brien, 1938 - Doak Walker Award : LaDainian Tomlinson, 2000 - Rimington Trophy : Jake Kirkpatrick (en), 2010 - Nils V. "Swede" Nelson Award (en) : Jim Swink (en), 1956 - Davey O'Brien Award : Max Duggan (en), 2022 - Rhodes Scholarship : Caylin Moore, 2016 | - Trophée Lott : Jerry Hughes, 2009 - Ted Hendricks Award : Jerry Hughes, 2009 - Lou Groza Award : Michael Reeder (en), 1995 - Rudy Award (en) : Drew Combs, 2008 - Jim Brown Trophy (en) : LaDainian Tomlinson, 2000 - Kellen Moore Award (en) : Trevone Boykin, 2014 - Earl Campbell Tyler Rose Award (en) : Trevone Boykin, 2014 - Jim Thorpe Award : - Trevon Moehrig, 2020 - Tre'Vius Hodges-Tomlinson (en), 2022 - Johnny Unitas Golden Arm Award : Max Duggan (en), 2022 - Jet Award : Derius Davis (en), 2022 |

#### Entraineurs
| - Bobby Dodd Coach of the Year Award : - Jim Wacker, 1984 - Gary Patterson, 2009 - Walter Camp Coach of the Year : - Gary Patterson, 2009, 2014 - Sonny Dykes, 2022 - George Munger Award (en) : Gary Patterson, 2009 - Eddie Robinson Coach of the Year : - Gary Patterson, 2009, 2014 - Sonny Dykes, 2022 - AFCA Coach of the Year (en) : - Gary Patterson, 2009, 2014 - Sonny Dykes, 2022 - Paul "Bear" Bryant Award : - Gary Patterson, 2014 - Sonny Dykes, 2022 | - Woody Hayes Trophy : Gary Patterson, 2009, 2014 - Sporting News College Football Coach of the Year (en) : - Jim Wacker, 1984 - Gary Patterson, 2009, 2014 - Sonny Dykes, 2022 - Associated Press College Football Coach of the Year Award (en) : - Gary Patterson, 2009, 2014 - Sonny Dykes, 2022 - Liberty Mutual Coach of the Year Award (en) : Gary Patterson, 2009 - The Home Depot Coach of the Year Award : - Gary Patterson, 2014 - Sonny Dykes, 2022 - Broyles Award : - Garrett Riley (en), 2022 |

### Numéros retirés
| N° | Nom                 | Poste | Saisons   | Date du retrait |
| -- | ------------------- | ----- | --------- | --------------- |
| 05 | LaDainian Tomlinson | RB    | 1997–2000 | 2005            |
| 08 | Davey O'Brien       | QB    | 1935–1938 | 1939            |
| 45 | Sammy Baugh         | QB    | 1934–1936 | 1993            |

### Horned Frogs au College Football Hall of Fame
| Nom                     | Poste        | Année d'intronisation |
| ----------------------- | ------------ | --------------------- |
| Ki Aldrich              | Centre       | 1960                  |
| Sammy Baugh             | Quarterback  | 1951                  |
| Madison A. "Matty" Bell | Entraineur   | 1955                  |
| Darrell Lester          | Centre       | 1988                  |
| Bob Lilly               | Tackle       | 1981                  |
| LaDainian Tomlinson     | Half Back    | 2014                  |
| Rags Matthews           | End          | 1971                  |
| Dutch Meyer             | Entraîneur   | 1956                  |
| Davey O'Brien           | Quarterback  | 1955                  |
| Francis Schmidt         | Entraîneur   | 1971                  |
| Jim Swink               | Running Back | 1980                  |

### Horned Frogs au niveau professionnel
- Intronisés au Pro Football Hall of Fame :
  - Sammy Baugh, QB (intronisé en 1963), Redskins de Washington, 1937–1952
  - Bob Lilly, DT (intronisé en 1980), Cowboys de Dallas, 1961–1974
  - LaDainian Tomlinson, RB (intronisé en 2017), Chargers de San Diego, 2001–2009 et Jets de New York, 2010–2011

- MVP de la NFL : LaDainian Tomlinson, RB, Chargers de San Diego - saison 2006

- MVP du Super Bowl : Larry Brown, CB, Cowboys de Dallas - saison 1995

- Meilleur joueur de la LCF : Casey Printers, QB, Lions de la Colombie-Britannique - saison 2004

- Meilleur joueur de la Coupe Grey : Jason Tucker, WR, Eskimos d'Edmonton - saison 2003

### Rivalités
TCU ayant été membre de la Southwest Conference pendant 72 ans, les rivalités sont surtout axées avec les universités ayant été membre de cette conférence, la plupart de celles-ci étant basées dans l'État du Texas.
| Équipe rivale | Surnom de la rivalité                                       | Trophée de la rivalité | Bilan des Horned Frogs | Bilan des Horned Frogs | Bilan des Horned Frogs | Bilan des Horned Frogs | Bilan des Horned Frogs | Premier match | Dernier match |
| ------------- | ----------------------------------------------------------- | ---------------------- | ---------------------- | ---------------------- | ---------------------- | ---------------------- | ---------------------- | ------------- | ------------- |
| Équipe rivale | Surnom de la rivalité                                       | Trophée de la rivalité | Nb.                    | V.                     | D.                     | N.                     | %                      | Premier match | Dernier match |
| SMU           | Iron Skillet Battle                                         | Iron Skillet           | 102                    | 53                     | 42                     | 7                      | 50,0                   | 1915          | 2023          |
| Baylor        | The Revivalry (en)                                          | -                      | 119                    | 59                     | 53                     | 7                      | 48,7                   | 1899          | 2023          |
| Texas         | -                                                           | -                      | 094                    | 28                     | 65                     | 1                      | 29,8                   | 1897          | 2023          |
| Texas Tech    | West Texas Championship - Battle for the Saddle Trophy (en) | Saddle Trophy          | 063                    | 30                     | 33                     | 3                      | 47,6                   | 1926          | 2023          |

### Traditions

#### Mascotte
La « Horned Frog » (grenouille cornue en français) apparait pour la première fois en 1897 sur la couverture du livre souvenir de l'université (AddRan yearbook, AddRan Christian University étant le nom initial de l'université) et c'est en 1915 qu'une mascotte apparait lors d'un match de TCU à domicile. Ce n'est néanmoins qu'au cours des années qui ont suivi la Seconde Guerre mondiale que la mascotte est définitivement adoptée par l'université. Elle était initialement dénommée « Addy the All-American Frog » mais est rebaptisée « Super Frog » en 1979.

Super Frog
Logo placé notamment sur les casques des joueurs.
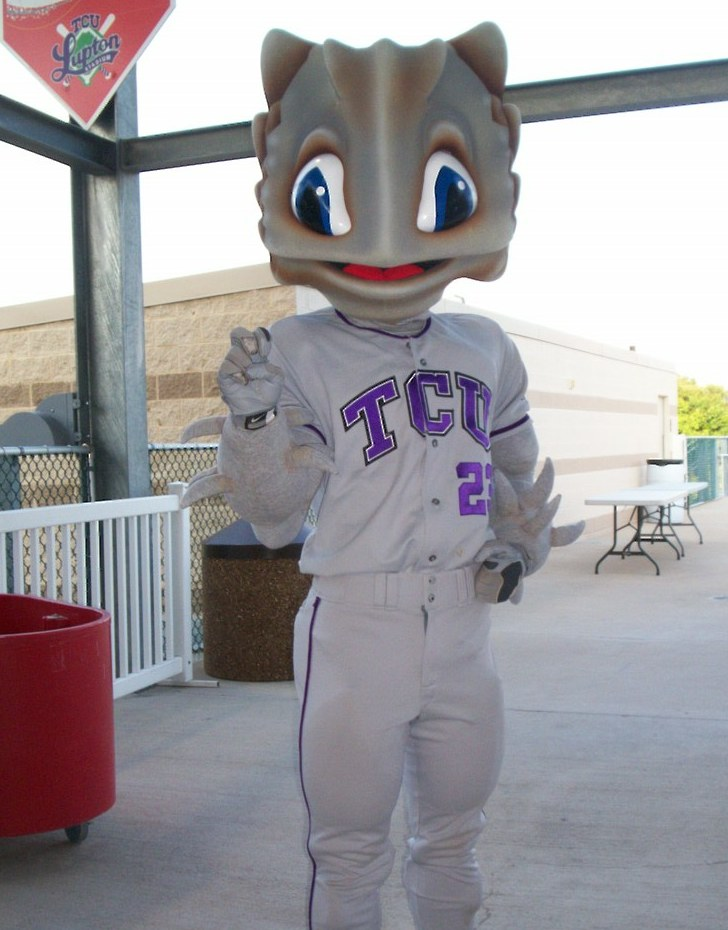
La mascotte Super Frog lors d'un match de base-ball.
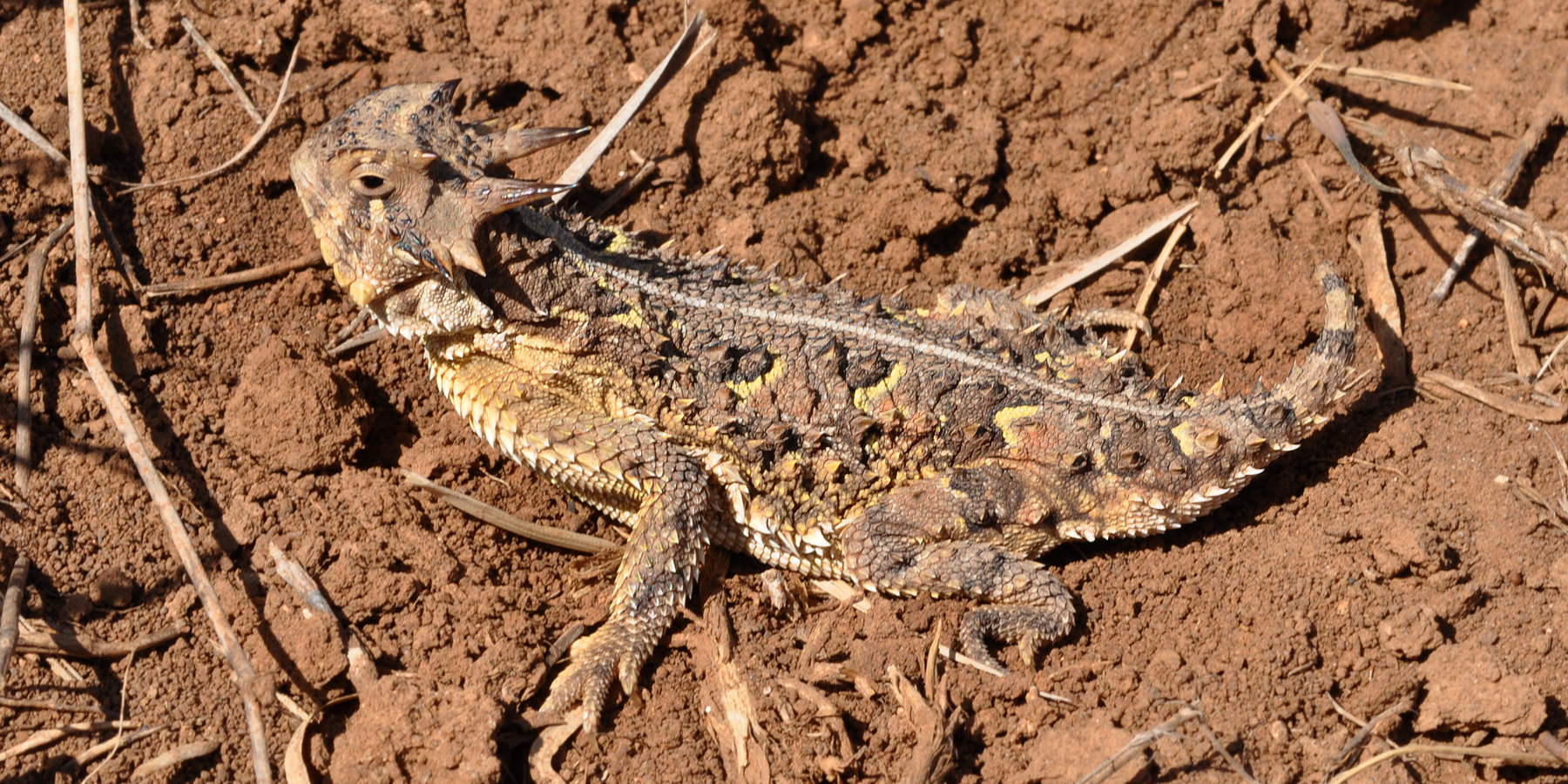
Le saurien à l'origine du nom de la mascotte.

#### Chant de guerre
Le chant de guerre de l'université (« TCU March » a été écrit pour la fanfarce de l'université par Claude Sammis en 1928.
| We'll raise a song, both loud and long To cheer our team to victory. For TCU, so tried and true, We pledge eternal loyalty. Fight on boys, fight with all your might Roll up the scores for TCU. Hail white and purple flag Whose heroes never lag, Horned Frogs, we are all for you. |

#### Les stades
Les premiers matchs des Horned Frogs ont été joué à Waco dans l'État du Texas, l'université y étant implantée. En 1910, celle-ci s'installe définitivement à Fort Worth où l'équipe joue dans un stade de baseball dénommé Panther Park (en) (1911–1914, 1917, 1920–1923). Dès 1924, elle joue dans le Clark Field (en) situé sur le campus à l'endroit où se trouve actuellement la librairie Mary Couts Burnett.
Ils déménagent en 1930 dans l'Amon G. Carter Stadium toujours situé sur le campus. Le stade rend hommage au célèbre magnat du journal de Fort Worth qui avait fait le don initial pour financer sa construction. Inauguré en 1930, il avait une capacité initiale de 22 000 places. Celle-ci passe à 46 083 places à la suite de rénovations effectuées en 1947 et par l'ajout d'un niveau supérieur en 1955. Ce dernier est remplacé par des gradins en aluminium en 1991 réduisant sa capacité à 44 008 places. Aussi, à la demande des dirigeants sportifs, la pelouse artificielle est remplacée par un gazon naturel. Le stade reste dans cette configuration jusqu'en 2010, date à laquelle une rénovation majeure réduit l'ensemble du stade à son niveau inférieur d'origine, avant qu'un nouveau stade ne soit érigé sur le même site. La conception de l'actuel stade Amon Carter a été fortement influencée par l'architecture environnante de Fort Worth, en mettant l'accent sur le style Art déco. Les Frogs inaugurent le nouveau stade à temps pour le début de la saison 2012.
Le nouveau stade Amon G. Carter dispose alors d'un terrain en gazon naturel et d'une capacité de 45 000 places assises. Les halls, avec places debout uniquement, permettent de dépasser ce nombre lorsque la demande de billets dépasse la disponibilité des places. Le record de fréquentation est de 50 307 spectateurs réalisé à l'occasion du match joué le 14 novembre 2009 contre les Utes de l'Utah alors classés no 16 et qui a vu la victoire de TCU 55 à 28. La rénovation de 2012 a ajouté un écran vidéo de 54 pieds (16,5 mètres) au-dessus de la zone d'extrémité nord et un plus petite située dans le coin sud-est. Une nouvelle rénovation en 2019 a porté la capacité du stade à 47 000 places assises.
Le stade est surnommé par les fans le « The Carter » ou le « Hell's Half Acre » (ce dernier faisant référence à un site situé près du stade et remontant à l'époque de l'ouest sauvage (« wild west »)

## Palmarès autres sports
TCU a remporté quatre titres nationaux NCAA par équipe :
- Femmes
  - Golf : 1983
  - Tir : 2010
- Mixte :
  - Tir : 2012, 2019

TCU a décroché trois autres titres nationaux (hors NCAA) :
- Femmes : 
  - Équitation : 2008
- Hommes :
  - Football américain : 1935, 1938